# Jorge Lorenzo
Jorge Lorenzo Guerrero, bijnaam: Por Fuera (Palma de Mallorca, 4 mei 1987) is een voormalig Spaans motorcoureur.
Hij was in 2006 en 2007 wereldkampioen in de 250 cc klasse en in 2010, 2012 en 2015 wereldkampioen in de MotoGP klasse van het wereldkampioenschap wegrace.

## Carrière

### 125cc en 250cc
Lorenzo maakte zijn kampioenschapsdebuut op zijn vijftiende verjaardag, op de tweede kwalificatiedag voor de 125cc Grand Prix van Spanje 2002, de vrijdagtraining moest hij missen omdat hij niet oud genoeg was om te racen. In 2006 zette hij al zijn polepositions om naar een overwinning. Lorenzo domineerde in 2007 het 250cc wereldkampioenschap. Zijn negen polepositions in 2007 leiden eveneens allemaal tot overwinningen. 
Jorges overwinning in Misano in 2007 was zijn 16e in de 250cc klasse, waardoor hij de meest succesvolle Spaanse renner aller tijden is in de 250cc GP klasse - met een overwinning meer dan Dani Pedrosa en Sito Pons.

### MotoGP
Na al een tijdje gekoppeld te zijn aan Yamaha MotoGP voor 2008, werd er op 25 juli 2007 bevestigd dat hij teamgenoot werd van Valentino Rossi en een tweejarig contract heeft getekend voor het MotoGP seizoen 2008.

#### 2008
Lorenzo maakte een goede start van zijn MotoGP-carrière, finishte als 2de na de kwalificatie vanaf pole voor de Qatar nachtrace. Hij herhaalde dit met pole in de tweede ronde in Jerez, Spanje en een 3e positie, en pole in ronde 3 in Estoril, Portugal. Deze keer zette hij de pole om in een overwinning, zijn eerste overwinning in de Koningsklasse. Daarbij werd hij de jongste rijder in de MotoGP die op het podium eindigde in zijn eerste drie races, en neemt daarbij het record van landgenoot Dani Pedrosa over met een dag verschil. 
In deze fase van het kampioenschap lag Lorenzo in gedeelde eerste plaats met Pedrosa, maar op 1 mei 2008 werd Lorenzo hard van zijn motorfiets geworpen tijdens de training voor de MotoGP Grand Prix van China. Lorenzo liep een afgebroken been op en brak een ligament in zijn linkerenkel en een gebroken bot in zijn rechter. Hij was nog steeds in staat om de race te rijden en eindigden op de vierde plaats. Twee weken later, in Le Mans, toen alweer twee ongevallen geleden in de trainingen, slaagden hij erin om een tweede plaats te bemachtigen. In de volgende race in Italië vertrok hij vanaf de zevende plaats en crashte hij tijdens de race.
Op zowel Donington Park en de TT Assen kwam hij niet verder dan de zesde plaats, mede door een hele reeks van blessures. In de daaropvolgende races crashte hij tot wel zeven keer in slechts drie maanden. Hij eindigde uiteindelijk op de vierde positie in het seizoen. 

#### 2009
In 2009 bleef Lorenzo bij Yamaha. Als gevolg van een crash in de kwalificatie op het circuit van Laguna Seca liep Lorenzo een kleine breuk in de kop van de vierde middenvoetsbeentje in zijn rechtervoet op, alsook kneuzingen aan de botten in beide enkels en schade aan zijn sleutelbeen in zijn rechterschouder. Twee crashes later in het seizoen, tijdens de regen in de Britse Grand Prix en in Brno, belemmerden zijn titelkansen. Inmiddels had hij 50 punten achterstand op de leider in het kampioenschap, Valentino Rossi, en zo zag hij zijn kansen op het winnen van de titel kleiner worden. Hij won in Indianapolis, terwijl zowel Rossi en Pedrosa crashte, waardoor Lorenzo's gat naar Rossi tot 25 punten werd terugbracht. In de eerste bocht in Australië crashte hij met Nicky Hayden, waardoor in één klap zijn titelkansen voorbij waren en Rossi de titel pakte met een derde plaats in Maleisië.

#### 2010
Op 25 augustus 2009 eindigden de speculaties rond een mogelijke verhuizing naar Honda of Ducati door de ondertekening van een nieuw contract voor het team van Yamaha in het 2010 MotoGP-kampioenschap. Ducati bood hem naar verluidt 15 miljoen dollar om de plaats van Nicky Hayden in te nemen. 
Lorenzo brak twee botten in zijn hand in een pocket bike-crash in het voorseizoen, dus miste hij het grootste deel van de pre-season tests. In de seizoensopener in Qatar vocht hij zich door het veld naar de tweede plaats en eindigde achter Valentino Rossi, nog steeds niet helemaal fit. Toen Rossi zijn been brak bij een crash in Mugello, haalde Lorenzo een voorsprong van 47 punten na vier overwinningen in de eerste zes rondes. Een overwinning in Assen maakte hem de zevende rijder ooit die wist te winnen in 3 klassen op dit circuit. 

#### 2011
Lorenzo begon het seizoen 2011 met vier podiumplaatsen in de eerste vijf races, inclusief een overwinning in de Grand Prix van Spanje. Hij profiteerde van een botsing tussen Casey Stoner en Valentino Rossi en Lorenzo won uiteindelijk de race met bijna twintig seconden verschil. Hij hield de voorsprong in het kampioenschap tot de Britse Grand Prix, waar hij crashte onder natte omstandigheden, toen hij op de derde plaats lag. Na een zesde plaats in Assen finishte hij vervolgens in de daaropvolgende acht races in de top vier, waarvan hij er twee van won, in Mugello en Misano. 
Lorenzo's seizoen werd beëindigd door een crash tijdens de warming-up voor de Australische Grand Prix op Phillip Island. Lorenzo verloor het einde van een vinger, en onderging een succesvolle operatie in Melbourne om de schade te herstellen. De chirurgen waren in staat om de zenuwen en pezen van de vierde vinger van zijn linkerhand te herstellen. De operatie was een succes en als gevolg daarvan verloor hij vrijwel geen functionaliteiten in zowel de vinger als de hand. Casey Stoner won het kampioenschap, terwijl Lorenzo eindigde op de tweede plaats aan het einde van het kampioenschap. 

#### 2012

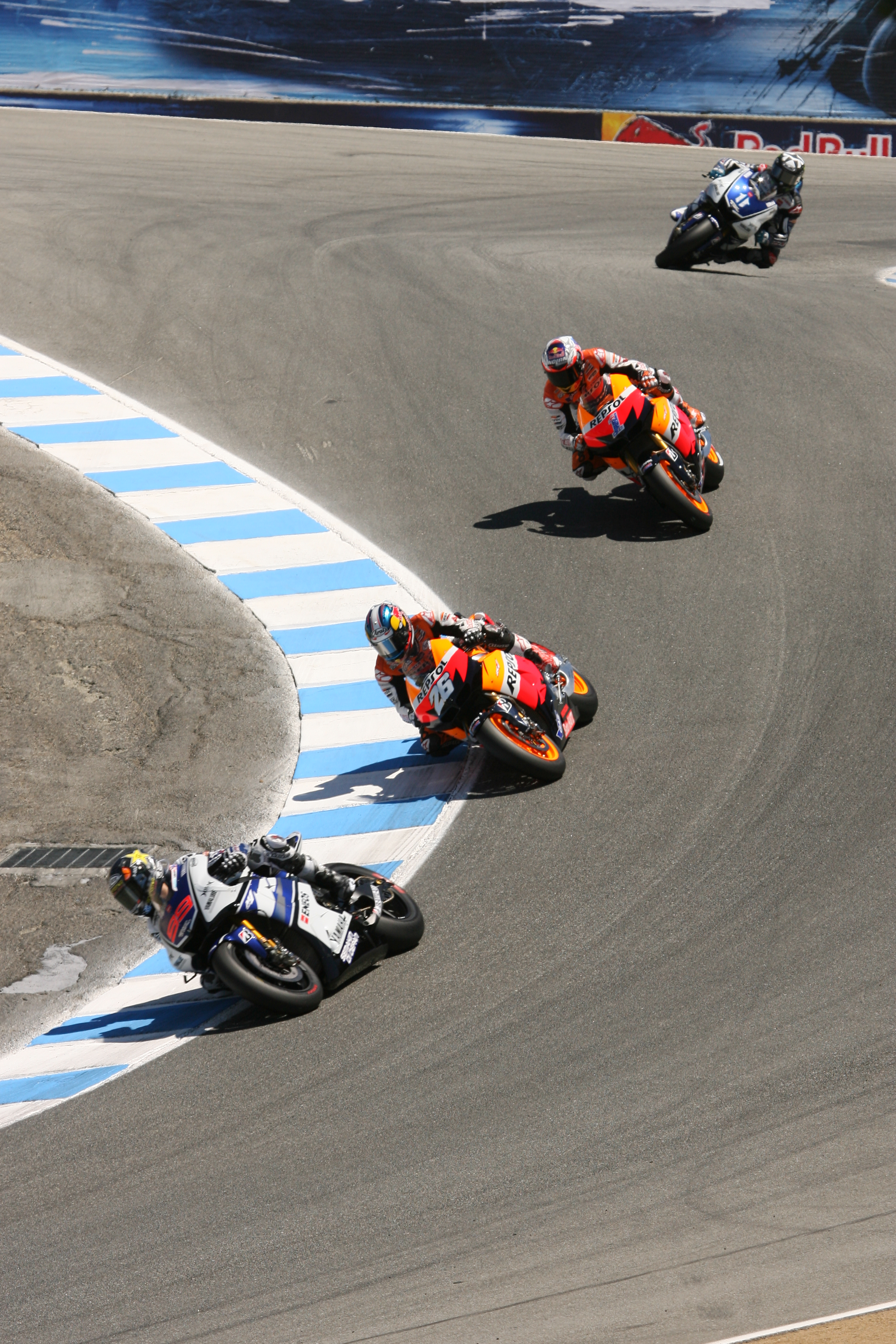
Lorenzo op Laguna Seca

Lorenzo maakte zijn comeback in de Qatar Grand Prix, waar hij zich kwalificeerde van pole position en vervolgens de race won. Na opeenvolgende tweede plaatsen in Spanje en Portugal, won Lorenzo de daaropvolgende twee races in Le Mans en Catalunya. Hierdoor kwam hij op 20 punten voorsprong op Casey Stoner in het kampioenschap. Voorafgaand aan de Britse Grand Prix tekende Lorenzo een nieuw contract van twee jaar voor Yamaha.

#### 2013
Lorenzo won de eerste wedstrijd van het seizoen. In de tweede en derde wedstrijd eindigde hij op de derde plaats en in Le Mans eindigde hij op de zevende plaats waardoor hij 17 punten achterstand had op de leider in het kampioenschap: Dani Pedrosa. De twee races na Le Mans wist Lorenzo te winnen waardoor zijn achterstand werd teruggebracht naar zeven punten maar in Assen brak hij zijn sleutelbeen en dat veranderde de zaak, hij werd in Assen ondanks de blessure nog 5e en had de schade in het kampioenschap geminimaliseerd. In de daarop volgende race crashte hij opnieuw waardoor zijn sleutelbeenblessure nog erger werd. Hierdoor moest hij die race overslaan en zag zijn kansen op de titel vervagen.

## Statistiek
Bijgewerkt tot en met 10 maart 2019
| Seizoen | Klasse | Motor   | Races | Overw. | Podium | Poles | Ptn | Pos |
| ------- | ------ | ------- | ----- | ------ | ------ | ----- | --- | --- |
| 2002    | 125 cc | Derbi   | 14    | 0      | 0      | 0     | 21  | 21e |
| 2003    | 125 cc | Derbi   | 16    | 1      | 2      | 1     | 79  | 12e |
| 2004    | 125 cc | Derbi   | 16    | 3      | 7      | 2     | 179 | 4e  |
| 2005    | 250 cc | Honda   | 15    | 0      | 6      | 4     | 167 | 5e  |
| 2006    | 250 cc | Aprilia | 16    | 8      | 11     | 10    | 289 | 1e  |
| 2007    | 250 cc | Aprilia | 17    | 9      | 12     | 9     | 312 | 1e  |
| 2008    | MotoGP | Yamaha  | 17    | 1      | 6      | 4     | 190 | 4e  |
| 2009    | MotoGP | Yamaha  | 17    | 4      | 12     | 5     | 261 | 2e  |
| 2010    | MotoGP | Yamaha  | 18    | 9      | 16     | 7     | 383 | 1e  |
| 2011    | MotoGP | Yamaha  | 15    | 3      | 10     | 2     | 260 | 2e  |
| 2012    | MotoGP | Yamaha  | 18    | 6      | 16     | 7     | 350 | 1e  |
| 2013    | MotoGP | Yamaha  | 17    | 8      | 14     | 4     | 330 | 2e  |
| 2014    | MotoGP | Yamaha  | 18    | 2      | 11     | 1     | 263 | 3e  |
| 2015    | MotoGP | Yamaha  | 18    | 7      | 12     | 5     | 330 | 1e  |
| 2016    | MotoGP | Yamaha  | 18    | 4      | 10     | 4     | 233 | 3e  |
| 2017    | MotoGP | Ducati  | 18    | 0      | 3      | 0     | 137 | 7e  |
| 2018    | Motogp | Ducati  | 14    | 3      | 4      | 4     | 134 | 9e  |
| Totaal  | Totaal | Totaal  | 282   | 68     | 152    | 69    |     |     |